# Jynx Maze
Jynx Maze, de son nom de naissance Victoria Elson, née le 6 octobre 1990 à Long Beach en Californie), est une actrice américaine de films pornographiques.

## Biographie
Son père est d'origine irlandaise et écossaise et sa mère est péruvienne. Elle parle l'anglais et l'espagnol couramment. Elle a travaillé comme stripteaseuse à Chico en Californie avant d'intégrer l'industrie des films adultes en février 2010. Sa première scène était pour Kink.com

## Filmographie partielle
- 2010 : Ass Worship 12
- 2010 : Big Wet Asses 18
- 2010 : Face Fucking, Inc. 10
- 2010 : Slutty and Sluttier 13
- 2010 : The Human Sexipede
- 2011 : Ass Worship 13
- 2011 : Face Fucking, Inc. 11
- 2011 : POV Pervert 13
- 2011 : Slutty and Sluttier 15
- 2012 : Asses of Face Destruction 11
- 2012 : Pornstars Punishment 6
- 2013 : Anal Asses
- 2013 : Schoolgirl Stories

### Distinctions
Récompenses
Nominations
- 2010 : CAVR Award - Starlet of Year3
- 2011 : XBIZ Award - New Starlet of the Year
- 2012 : AVN Award - Best Anal Sex Scene – Slutty & Sluttier 13 avec Toni Ribas
- 2012 : AVN Award - Best Double-Penetration Scene – Anal Fanatic 2 avec Erik Everhard et Steve Holmes
- 2012 : AVN Award - Best New Starlet
- 2012 : AVN Award - Best Tease Performance – Big Wet Asses 18
- 2012 : AVN Award - Best Three-Way Sex Scene (G/B/B) – Sex Appeal avec Mick Blue et Toni Ribas
- 2012 : XRCO Award - Cream Dream
- 2013 : AVN Award - Best Tease Performance – Slutty N’ Sluttier 15
- 2013 : XBIZ Award - Best Scene, Vignette Release – This Is Why I’m Hot 2 avec Jordan Ash